# 안정호 (배우)
안정호(1991년 11월 15일 ~ )는 대한민국의 배우이다.

## 출연작

### 영화
- 《압꾸정》
- 《비상선언》
- 《야차》
- 《자투리식레시피》
- 《미스트롯》
- 《어린교수》
- 《양식인어》
- 《웨잇데어》

### 드라마
- 《시작은 첫키스》 (2023년, KBSN) - 현호 역
- 《금이야 옥이야》 (2023년, KBS1) - 기훈 역
- 《국가대표 와이프》 (2021년, KBS1) - 옥수현 역
- 《불새 2020》 (2020년, SBS) - 한 비서 역
- 《경우의 수》 (2020년, JTBC) - 선배검사 역
- 《앨리스》 (2020년, SBS)
- 《더 킹 : 영원의 군주》 (2020년, SBS)

### 웹드라마
- 《싱글벙글》
- 《자상한 기업》
- 《메인업》
- 《썸바이,썸》
- 《창을 열다》
- 《티저북》

### 광고
- 《오로나민C》
- 《레고랜드코리아》
- 《ESSA소파》
- 《클라우망》
- 《예거라들러》
- 《비자카드》
- 《통일부》
- 《갤럭시노트10캔버스》
- 《SK하이닉스》
- 《IBK기업은행》